# Mudiyettu
Le mudiyettu est un théâtre indien musical du Kerala combinant le théâtre et la danse et qui décrit le combat entre la déesse Kâlî et le démon Darika (en).

## Présentation
Les représentations ont lieu chaque année dans les Bhagavati Kavus, les temples de la déesse, dans les villages longeant les rivières Chalakkudy Puzha (en), Periyar et Moovattupuzha (en).
« Le mudiyettu, théâtre rituel et drame dansé du Kerala » a été inscrit en 2010 par l'UNESCO sur 
la liste représentative du patrimoine culturel immatériel de l’humanité.

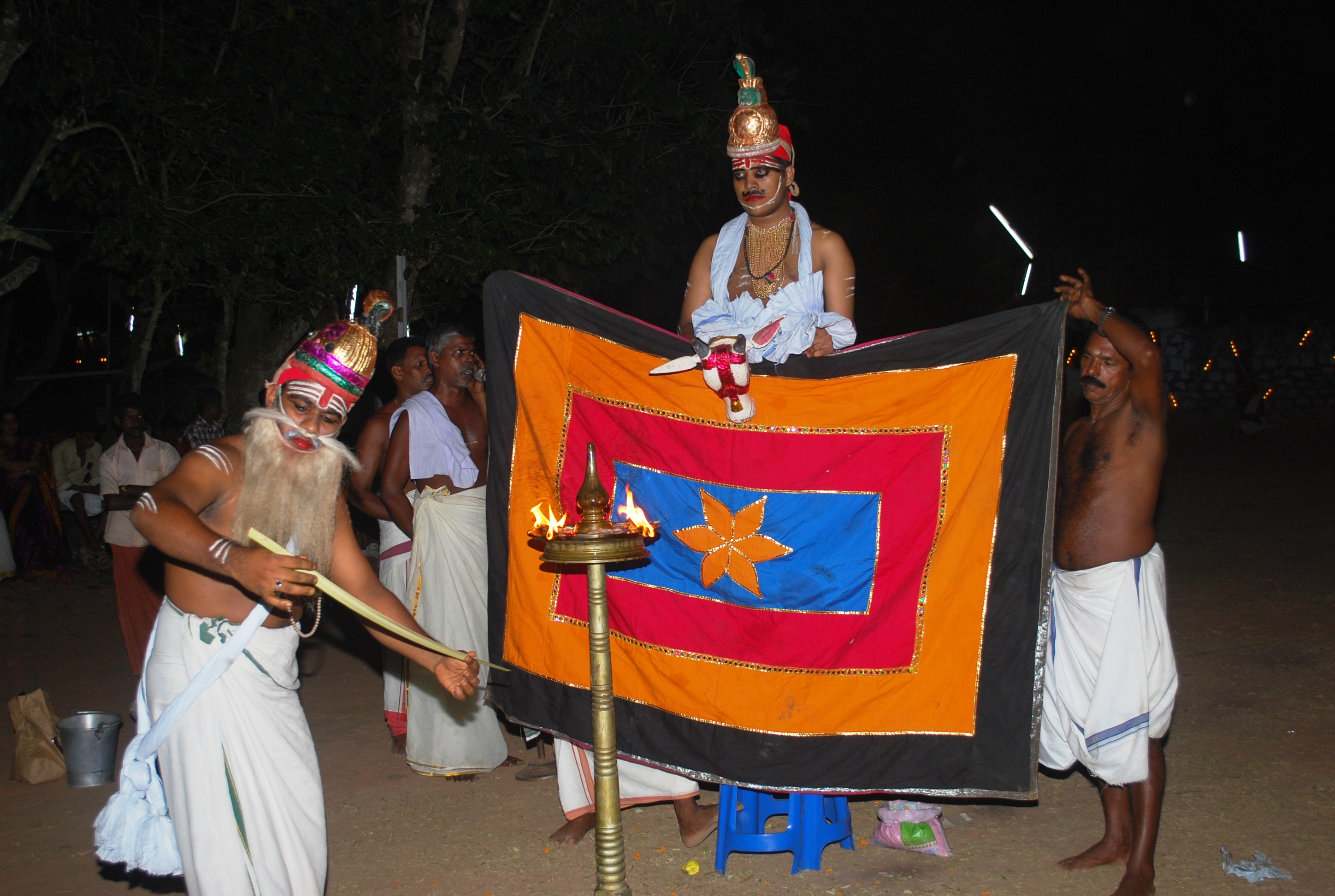
Mudiyettu en 2010